# Remy Zero
Remy Zero foi uma banda de rock alternativo, post-grunge e dream pop, de Los Angeles, Estados Unidos. sua última formação foi Cinjun Tate, Shelby Tate, Jeffrey Cain e Cedric Lemoyne.

## História
Após a sua música ter sido ouvida pela banda Radiohead, foram convidados para fazerem as aberturas do tour The Bends. A banda se mudou de Birmingham (Alabama) para Los Angeles (Califórnia), onde gravou seu primeiro álbum, de mesmo nome que a banda.
Em 2003, tempos após lançarem seu terceiro álbum, a banda se separou: Shelby e Cinjun Tate formaram a Spartan Fidelity, de gênero rock alternativo; Jeffrey Cain entrou para Isidore; Cedric Lemoyne fez um tour com a banda de Alanis Morissette; enquanto Gregory Slay foi para a  banda Sleepwell.
Entretanto, em 2006, anunciaram uma possível volta do grupo, que foi realizada, aparecendo na sua página do Myspace. A canção "Save Me", é tocada na abertura da série Smallville.
O baterista Gregory Slay morreu em 1 º de janeiro de 2010, com 40 anos, de complicações de fibrose cística
Em 22 de maio de 2010, Remy Zero fez seu primeiro show juntos em oito anos como uma homenagem a Gregory Slay em Nova Orleans, cidade onde ele nasceu.
em 7 de setembro de 2010 a banda também lançou no iTunes um novo single chamado "Til The End". O single foi lançado nas rádios de rock moderno entre os dias 13 a 19 de setembro, de acordo com FMQB.com 
No Dia 07 de Outubro de 2010, A banda realizou vários shows em memória de seu baterista (Gregory Slay). Os shows foram realizados em Dante em Portland, Oregon, The Crocodile Café, em Seattle, Washington, Cafe Du Nord, em San Francisco, e em Spaceland em Los Angeles, Califórnia. Foi confirmado via Twitter da banda que esses shows seria a palavra final da banda.

## Integrantes
- Cinjun Tate - vocal, guitarra (1989–2003, 2010)
- Shelby Tate - vocal, guitarra , teclado (1989–2003, 2010)
- Jeffrey Cain - guitarra (1989–2003, 2010)
- Cedric LeMoyne - baixo (1989–2003, 2010)

Turnê

- Leslie Van Trease - guitarra, teclado
- Chip Kilpatrick - bateria

Ex-integrantes

- Gregory Slay - bateria (c. 1996–2003)

## Discografia
- (1996) Remy Zero, da Geffen Records
- (1998) Villa Elaine, da Geffen Records
- (2001) The Golden Hum, da Elektra Records